# Білоус Борис Григорович
Борис Григорович Білоус (нар. 17 лютого 1948) — український футболіст, захисник.

## Життєпис
З 18 років виступав у захисті за дублюючі склади запорізького «Металургу» і кіровоградської «Зірки».
Чотири роки захищав кольори київського «Динамо». Але гравцем основного складу був лише в сезоні-70. Того ж року отримав звання «Майстер спорту СРСР».
1972 року перейшов до лав «одноклубників» з Мінська. За білоруську команду грав протягом шести років. Всього провів у вищій лізі радянського футболу 94 матчі, у першій — 80.